# هيثر بالينغر
هيثر بالينغر (بالإنجليزية: Heather Ballinger)‏ هي لاعبة دوري الرغبي أسترالية، ولدت في 29 يوليو 1982.